# Marie Thérèse Charlotte của Pháp
Marie Thérèse Charlotte của Pháp (tiếng Pháp: Marie-Thérèse Charlotte de France; tiếng Đức: Marie Thérèse Charlotte von Frankreich; 19 tháng 12 năm 1778 – 19 tháng 10 năm 1851) là trưởng nữ của Louis XVI của Pháp và Maria Antonia của Áo. Bà là con gái của Quốc vương Pháp, cho nên được phong Fille de France, đồng thời là con gái cả của nhà vua cho nên bà còn được phong Madame Royale từ khi mới sinh.
Thời niên thiếu của bà không phải là một quãng đời vô tư, mà là chuỗi ngày trưởng thành giữa những cơn bão lịch sử. Trong hồi ký, công chúa kể lại nỗi kinh hoàng khi cả gia đình hoàng gia bị áp giải về cung điện Tuileries vào ngày 7 tháng 10 năm 1789, cũng như lần bỏ trốn thất bại ở Varennes vào tháng 6 năm 1791. Mỗi lần có bạo loạn, Marie-Thérèse đều nghĩ rằng cả gia đình mình sẽ bị giết chết.
Bà kết hôn cùng với người anh họ là Louis Antoine, Công tước xứ Angoulême, trưởng nam của Charles X của Pháp. Sau khi kết hôn, bà mang tước hiệu của chồng và được biết đến như là Công tước phu nhân xứ Angoulême (Duchess of Angoulême). Bà trở thành Trữ phi nước Pháp (Dauphine of France) khi người cha chồng của bà Charles X lên ngôi vào năm 1824. Trên nguyên tắc, thì bà đã là Vương hậu nước Pháp trong vòng hai mươi phút vào năm 1830, vào khoảng thời gian từ khi cha chồng bà ký các công văn thoái vị cho đến khi chồng bà cũng miễn cưỡng ký một văn bản tương tự.

## Đầu đời

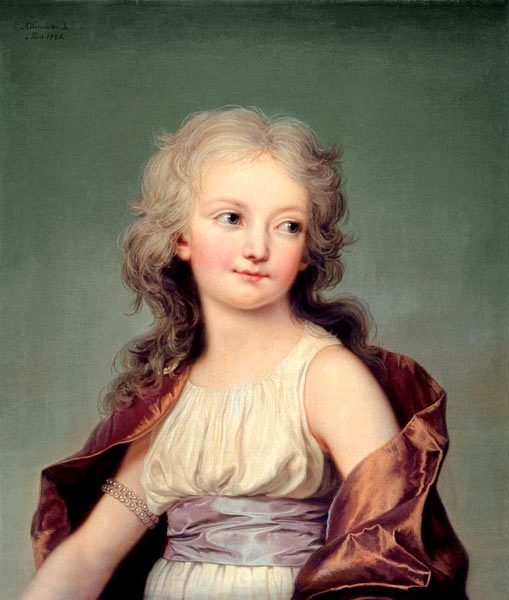
Marie-Thérèse khi còn nhỏ.

Marie Thérèse sinh tại Cung điện Versailles vào ngày 19 tháng 12 năm 1778, là con đầu lòng (sau tám năm chung sống của cha mẹ bà) và là con gái lớn của Louis XVI của Pháp và Maria Antonia của Áo.  Là con gái của vua Pháp, bà là vương nữ nước Pháp, và là con gái lớn của nhà vua, bà được phong là Madame Royale khi mới sinh.

Maria Antonia suýt chết vì ngạt thở trong lần sinh này do căn phòng chật chội và không thông thoáng, nhưng cửa sổ cuối cùng đã được mở để cho không khí trong lành vào phòng nhằm cố gắng cứu mẹ bà. Do trải nghiệm khủng khiếp, Louis XVI đã cấm công chúng xem, chỉ cho phép các thành viên thân thiết trong gia đình và một số cận thần thân tín chứng kiến sự ra đời của những đứa con vương thất tiếp theo. Khi mẹ bà hồi phục, vương hậu chào đón con gái của mình (người mà sau này bà đặt biệt danh là Mousseline ) với niềm vui:
Tội nghiệp đứa con bé nhỏ, mọi người có vẻ không muốn con, nhưng con không phải là người kém hơn đối với ta! Một đứa con trai sẽ thuộc về nhà nước - con sẽ thuộc về ta. 

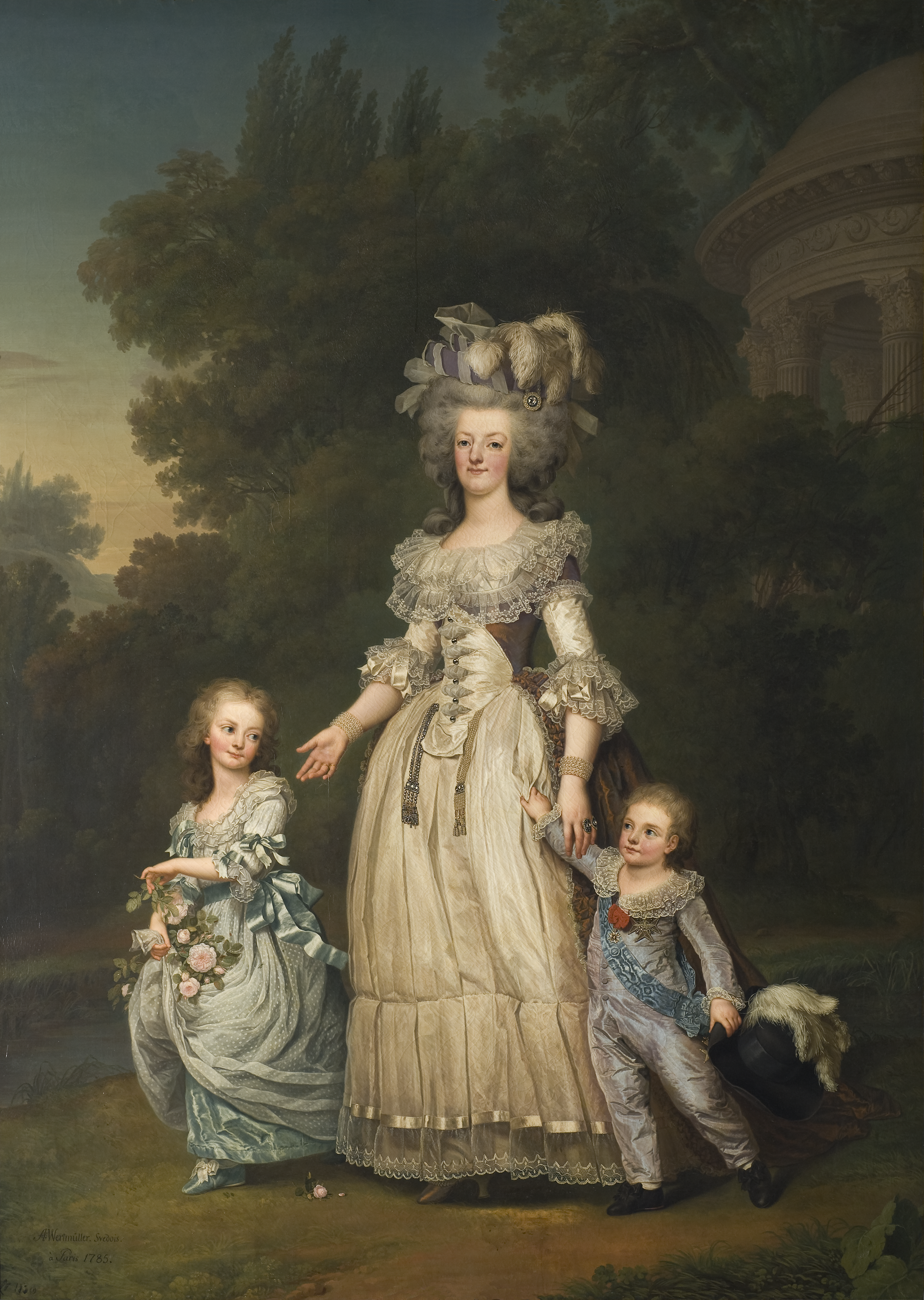
Marie Thérèse với mẹ, Maria Antonia và em trai Louis Joseph, Trữ quân Pháp, trong khu vườn của Petit Trianon, của Adolf Ulrik Wertmüller (1785)

Marie-Thérèse được rửa tội vào ngày sinh của bà. Với cha đỡ đầu là vua Carlos III của Tây Ban Nha và mẹ đỡ đầu của là Hoàng hậu Maria Theresia.
Bà được đặt theo tên bà ngoại của mình, đương kim Hoàng hậu Maria Theresia của Áo. Tên thứ hai của bà, Charlotte, được đặt theo chị gái yêu thích của mẹ bà, Maria Karolina của Áo, vương hậu Napoli và Sicilia, người được biết đến với tên Charlotte trong gia đình. 
Được sắp xếp sống trong khu dành riêng cho các hoàng tử công chúa trong cung điện, với hơn hai mươi người phục vụ. Hộ gia đình của Marie Thérèse được đứng đầu bởi người quản lý của bà, Công chúa Victoire của Rohan-Guéméné, người sau đó phải từ chức do chồng phá sản và được thay thế bởi một trong những người bạn thân nhất của vương hậu, Yolande de Polastron, Duchesse de Polignac. Tuy nhiên, việc chăm sóc thực tế đã được thực hiện bởi các nữ phụ, đặc biệt là Nam tước Marie Angélique de Mackau. Louis XVI là một người cha giàu tình cảm, thích chiều chuộng con gái, trong khi mẹ bà nghiêm khắc hơn.

Maria Antonia quyết tâm rằng con gái của bà không nên lớn lên trở nên kiêu kỳ như những người cô độc thân của chồng. Bà thường mời những đứa trẻ con nhà nông dân hoặc thuộc cấp thấp hơn  đến dùng bữa với Marie-Thérèse hoặc buộc phải tôn trọng và theo một số lời kể, bà đã khuyến khích đứa trẻ tặng đồ chơi của mình cho người nghèo. Trái ngược với hình ảnh một vương hậu tiêu tiền, bỏ qua hoàn cảnh của người nghèo, Maria Antonia cố gắng dạy con gái mình về nỗi đau khổ của người khác. Một tài khoản, được viết bởi một nguồn tin đảng phái vài năm sau khi bà qua đời, kể rằng vào ngày đầu năm mới năm 1784, sau khi mang một số đồ chơi đẹp đến căn hộ của Marie-Thérèse, Maria Antonia đã nói với bà:
Đáng lẽ ra, ta phải thích tặng các con tất cả những thứ này như những món quà năm mới, nhưng mùa đông thật khó khăn, có một đám đông bất hạnh, không có bánh để ăn, không có quần áo để mặc, không có củi để đốt lửa. Ta đã cho họ tất cả tiền của ta; Ta không còn gì để mua quà cho con, vì vậy sẽ không có món nào trong năm nay. 

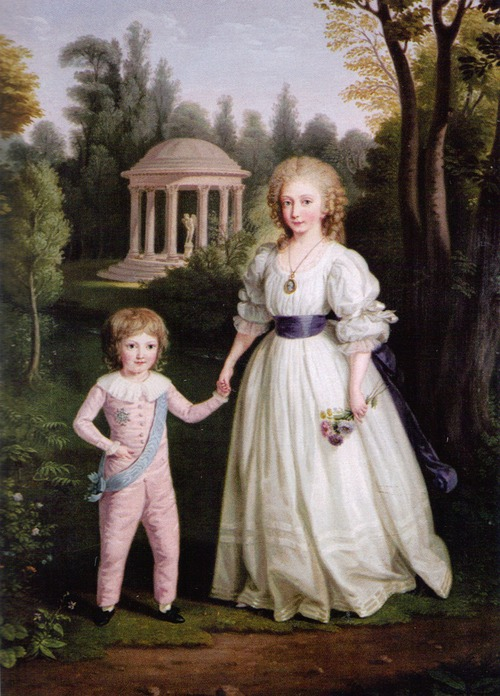
Marie-Thérèse và em trai Louis Charles, Công tước của Normandy (1789).

Với một công chúa được sinh ra giữa sự xa hoa của Versailles, việc này nhiều khi trở nên khó chịu. Khi lớn dần, Marie-Thérèse dần hình thành một tính cách có phần cứng đầu, kèm theo lòng kiêu hãnh mà chính mẹ mình cũng cho là quá mức.
Marie-Thérèse mới 4 tuổi nhưng đã tỏ ra rất chín chắn, đến mức người chú – bá tước xứ Artois  – đã đặt cho biệt danh là “Mousseline la Sérieuse” (nghĩa là: Cô bé Mousseline nghiêm túc). 
Dù vương hậu quan tâm đến con cái nhiều hơn bất kỳ vị tiên hậu nào trước đó, Marie Thérèse lại sớm bộc lộ sự xa cách và không mấy thiện cảm với mẹ. Vào năm 1783, khi Maria Antonia bị ngã ngựa nặng suýt mất mạng, công chúa nhỏ lại nói rằng cô bé sẽ cảm thấy vui nếu mẹ mất, bởi khi đó cô bé có thể làm điều mình muốn mà không bị cấm đoán.
Marie-Thérèse có hai em trai và một em gái, Louis Joseph Xavier François, Trữ quân của Pháp, vào năm 1781, Louis Charles của Pháp, Công tước của Normandy, vào năm 1785, và Sophie Hélène Béatrix, Little Madame Sophie, vào năm 1786. Hết tất cả em của bà, bà là người thân nhất với Louis Joseph, và sau khi em trai qua đời thì chỉ còn lại Louis Charles. Khi còn là một cô gái trẻ, Marie Thérèse được nhận xét là có ngoại hình khá quyến rũ, với đôi mắt xanh tuyệt đẹp, thừa hưởng vẻ ngoài ưa nhìn của mẹ và bà ngoại. Bà là người duy nhất trong số bốn người con của cha mẹ bà sống sót qua tuổi 10. 

## Cuộc sống trong thời kì Cách Mạng
Khi Marie-Thérèse trưởng thành, cuộc hành quân tiến tới Cách mạng Pháp đang trên đà phát triển. Sự bất mãn trong xã hội xen lẫn với thâm hụt ngân sách làm suy yếu đã làm bùng phát tư tưởng chống chuyên chế. Vào năm 1789, nước Pháp đang lao vào cuộc cách mạng do hậu quả của sự phá sản do nước này ủng hộ Cách mạng Mỹ và giá lương thực cao do hạn hán, tất cả đều trở nên trầm trọng hơn bởi các nhà tuyên truyền mà đối tượng trung tâm của sự khinh miệt và chế giễu là Vương hậu nước Pháp, Maria Antonia.
Khi các cuộc tấn công vào vương hậu ngày càng ác liệt hơn, chế độ quân chủ ngày càng mất lòng dân. Bên trong Tòa án tại Versailles, ghen tuông là nguyên nhân chính gây ra sự phẫn uất và tức giận đối với Maria Antonia. Việc bà không được lòng một số thành viên quyền lực của Tòa án, bao gồm cả Công tước xứ Orléans, ông đã dẫn đến việc in và phân phối các tập sách nhỏ về bệnh scurrilous buộc tội bà về một loạt các hành vi đồi trụy tình dục cũng như khiến đất nước đổ nát tài chính. Mặc dù hiện nay, mọi người thường đồng ý rằng hành động của vương hậu không gây ra sự thù địch như vậy, nhưng thiệt hại mà những cuốn sách nhỏ này gây ra cho chế độ quân chủ đã chứng tỏ là chất xúc tác cho cuộc biến động sắp tới.
Tuy nhiên, tình hình chính trị ngày càng trở nên tồi tệ không ảnh hưởng nhiều đến Marie-Thérèse, vì những bi kịch ngay lập tức xảy ra khi em gái của bà, Sophie qua đời vào năm 1787, hai năm sau đó là Trữ quân Louis Joseph cũng chết vì bệnh lao vào ngày 4 tháng 6 năm 1789, một ngày sau khi khai trương Estates-General.

### Chuyển đến Tuileries

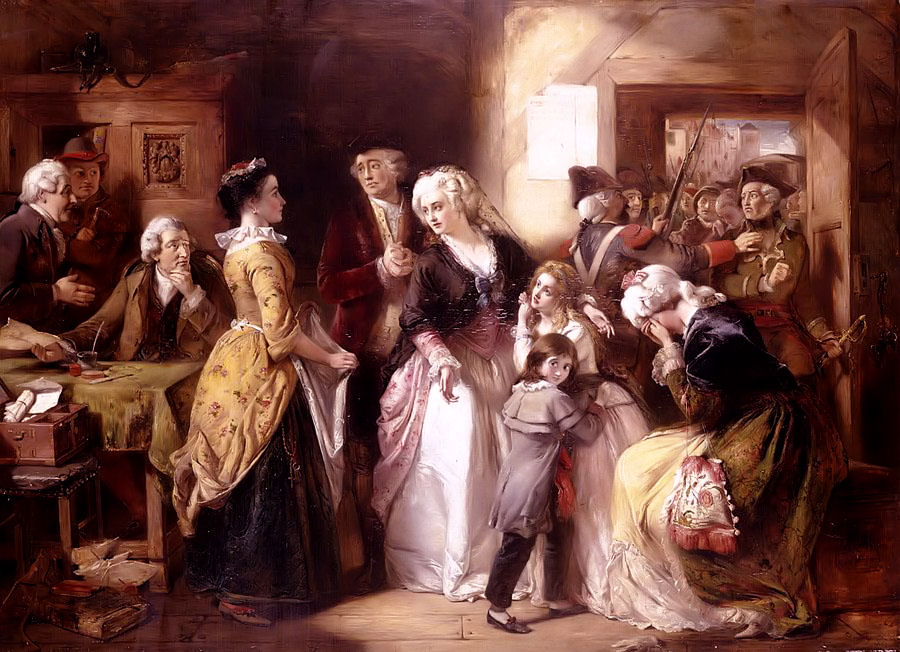
Việc bắt giữ vua Louis XVI và gia đình ông tại nhà của một viên chức ở Varennes vào tháng 6 năm 1791.

Khi Bastille bị một đám đông có vũ trang tấn công vào ngày 14 tháng 7 năm 1789, tình hình lên đến đỉnh điểm. Cuộc sống của cô bé 10 tuổi Madame Royale bắt đầu bị ảnh hưởng khi một số thành viên trong gia đình vương thất được gửi ra nước ngoài vì sự an toàn của chính họ. Comte d'Artois, chú của bà, và nữ công tước de Polignac, nữ cai quản của những đứa trẻ hoàng gia, đã di cư theo lệnh của Louis XVI.
Duchesse de Polignac được thay thế bởi Công chúa Louise-Elisabeth de Croÿ, Marquise de Tourzel, người mà có con gái Pauline đã trở thành bạn suốt đời của Marie-Thérèse.
Vào ngày 5 tháng 10, một đoàn quân hỗn hợp bao gồm chủ yếu là phụ nữ lao động từ Paris đã hành quân đến Versailles, với ý định mua thực phẩm được cho là dự trữ ở đó, và để đáp ứng các yêu cầu chính trị. Sau khi cuộc xâm lược cung điện vào đầu giờ ngày 6 tháng 10 buộc gia đình phải trú ẩn trong căn hộ của nhà vua, đám đông đã yêu cầu và yêu cầu nhà vua cùng gia đình di chuyển đến Cung điện Tuileries ở Paris. 
Khi tình hình chính trị trở nên tồi tệ, Louis XVI và Maria Antonia nhận ra rằng cuộc sống của họ đang gặp nguy hiểm, và thực hiện kế hoạch vượt ngục được tổ chức với sự giúp đỡ của Bá tước Axel von Fersen. Kế hoạch là để gia đình hoàng gia chạy trốn đến pháo đài phía đông bắc của Montmédy, một thành trì của phe bảo hoàng, nhưng chuyến đi đã bị chặn ở Varennes, và gia đình được đưa về lại Paris.

## Chuyển đến nhà thờ

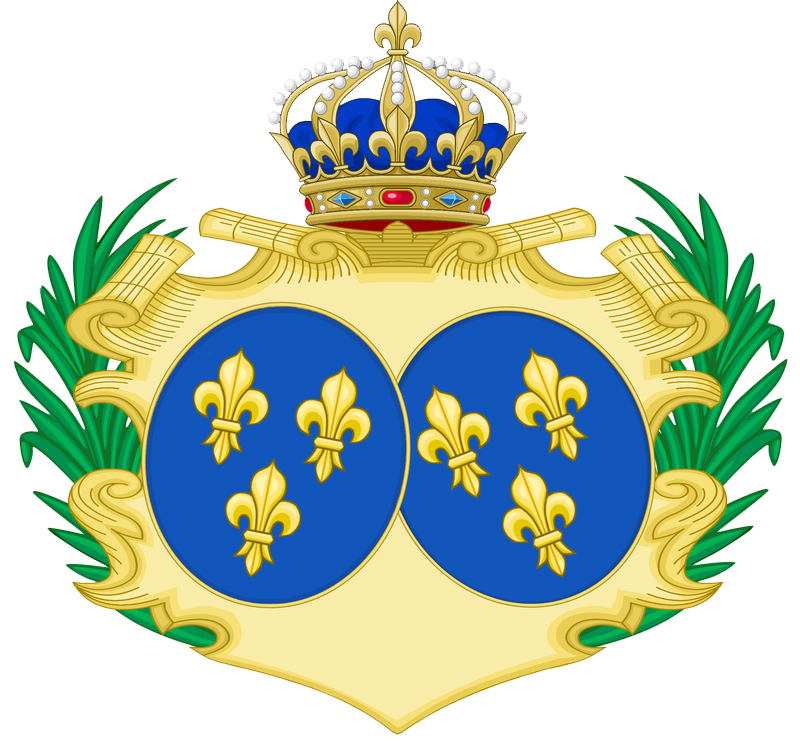
Quốc huy của Marie-Thérèse của Pháp

Vào ngày 10 tháng 8 năm 1792, sau khi hoàng gia nương náu trong Quốc hội lập pháp, Louis XVI bị phế truất, mặc dù chế độ quân chủ chưa bị bãi bỏ trước ngày 21 tháng 9. Vào ngày 13 tháng 8, toàn bộ gia đình bị giam trong Tòa tháp Temple, phần còn lại của một pháo đài thời trung cổ trước đây. Vào ngày 21 tháng 1 năm 1793, Louis XVI bị kết án tử hình và hành quyết trên máy chém. Buổi chia tay gia đình vào hôm trước ngày hành quyết khiến ai chứng kiến cũng đau đớn. Sáng hôm sau, lúc 10 giờ 20 phút, nhà vua bị chém đầu. Tiếng trống hành quyết vang lên khiến Marie-Thérèse bật khóc thảm thiết đến nỗi có tin đồn thời điểm đó lan truyền ra rằng bà đã qua đời vì đau đớn. Khi đó em trai của Marie-Thérèse là Louis Charles được gia đình công nhận là Vua Louis XVII của Pháp.
Gần sáu tháng sau, vào tối ngày 3 tháng 7 năm 1793,lính canh ập vào căn hộ của gia đình hoàng gia, cưỡng bức Louis Charles lúc đó chỉ mới 8 tuổi, và giao cậu cho Antoine Simon, một giày và ủy viên của Tòa tháp chăm sóc. Những người còn lại trong căn hộ của họ trong Tháp là Maria Antonia, Marie-Thérèse và Madame Élisabeth, em gái út của Louis XVI. Khi Maria Antonia được đưa đến Conciergerie một tháng sau, vào đêm ngày 2 tháng 8, Marie-Thérèse được để lại cho dì Élisabeth chăm sóc, đến khi Madame Élisabeth bị đưa đi hành quyết vào ngày 9 tháng 5 năm 1794, Marie-Thérèse hoàn toàn cô độc trong ngục. Trong số các tù nhân hoàng gia ở Đền thờ, Marie-Thérèse Charlotte là người duy nhất sống sót sau Triều đại Khủng bố.
Ngày 7 tháng 10, Marie-Thérèse – lúc này không còn là "Madame Royale" mà chỉ còn là "Thérèse Capet" dưới chế độ Cộng hòa – bị buộc phải đối diện với em trai mình, người đã bị tra khảo và khai rằng mẹ và dì của mình từng có hành vi loạn luân với cậu. Công chúa phủ nhận tất cả những lời buộc tội nhắm vào vương hậu Maria Antonia và Madame Élisabeth.

Bà ở trong một mình Tòa tháp Temple và cảm thấy cô độc và thường rất chán. Hai cuốn sách mà bà có, cuốn sách cầu nguyện nổi tiếng mang tên The Imitation of Christ và Những chuyến du hành của La Harpe, bà đã được đọc đi đọc lại nhiều lần đến nỗi bà cảm thấy mệt mỏi với chúng. Nhưng lời kêu gọi mua thêm sách của bà đã bị các quan chức chính phủ từ chối, và nhiều yêu cầu khác thường xuyên bị từ chối, trong khi bà thường phải chịu đựng khi nghe tiếng khóc và tiếng la hét của em trai mình mỗi khi bị đánh. Vào ngày 11 tháng 5, Robespierre đã đến thăm Marie-Thérèse, nhưng không có ghi chép về cuộc trò chuyện. Trong thời gian bị giam cầm, Marie-Thérèse không bao giờ được kể về những gì đã xảy ra với gia đình mình. Tất cả những gì bà biết là cha bà đã chết. Những dòng chữ sau đây đã được cào trên tường của căn phòng của bà trong tòa tháp:
"Marie-Thérèse Charlotte là người bất hạnh nhất trên thế giới. Cô ấy không thể nhận được tin tức của mẹ mình; cũng không được đoàn tụ với bà ấy, mặc dù cô ấy đã hỏi điều đó hàng nghìn lần. Hãy sống, người mẹ tốt của tôi! Người mà tôi yêu quý, nhưng của người mà tôi không thể nghe thấy một chút tin tức nào. Hỡi cha của tôi! hãy trông chừng tôi từ Thiên đường trên cao. Lạy Chúa tôi! Hãy tha thứ cho những ai đã làm cho cha mẹ tôi đau khổ. "

Marie-Thérèse-Charlotte est la plus malheureuse personne du monde. Elle ne peut obtenir de savoir des nouvelles de sa mère, pas même d'être réunie à elle quoiqu'elle l'ait demandé mille fois. Vive ma bonne mère que j'aime bien et dont je ne peux savoir des nouvelles. Ô mon père, veillez sur moi du haut du Ciel. Ô mon Dieu, pardonnez à ceux qui ont fait souffrir mes parents. 
Vào ngày 2 tháng 8 năm 1793, vương hậu bị chuyển đến ngục Conciergerie. Marie-Thérèse nhiều lần xin được ở cùng mẹ nhưng không hề biết rằng mẹ mình đã chết. Trong thời gian ở Temple, người chăm sóc bà là dì Élisabeth, người dạy nà dỗ bà phải tự lập, tự dọn giường, tự quét phòng, tự mặc quần áo và sống giản dị. Để giữ gìn sức khỏe, Marie-Thérèse tập đi bộ một tiếng mỗi ngày trong phòng theo lời khuyên của dì.
Cuối tháng 8 năm 1795, Marie-Thérèse cuối cùng cũng được Madame Renée de Chanterenne, người nữ tù cạnh bà cho biết chuyện gì đã xảy ra với gia đình bà. Khi được thông báo về số phận của từng người, Marie-Thérèse đau khổ bắt đầu khóc, bật ra những tiếng nức nở vì đau khổ và đau buồn.
Chỉ khi Cuộc khủng bố kết thúc, Marie-Thérèse mới được phép rời nước Pháp. Bà được giải phóng vào ngày 18 tháng 12 năm 1795, vào trước sinh nhật lần thứ mười bảy của mình, được đổi lấy những tù nhân nổi tiếng của Pháp ( Pierre Riel de Beurnonville, Jean-Baptiste Drouet, Hugues-Bernard Maret, Armand-Gaston Camus, Nicolas Marie Quinette và Charles -Louis Huguet de S Pokémonville) và được đưa đến Viên, thành phố thủ đô của anh họ bà, Hoàng đế La Mã Thần thánh Franz II, và cũng là quê hương của mẹ bà.

## Lưu vong

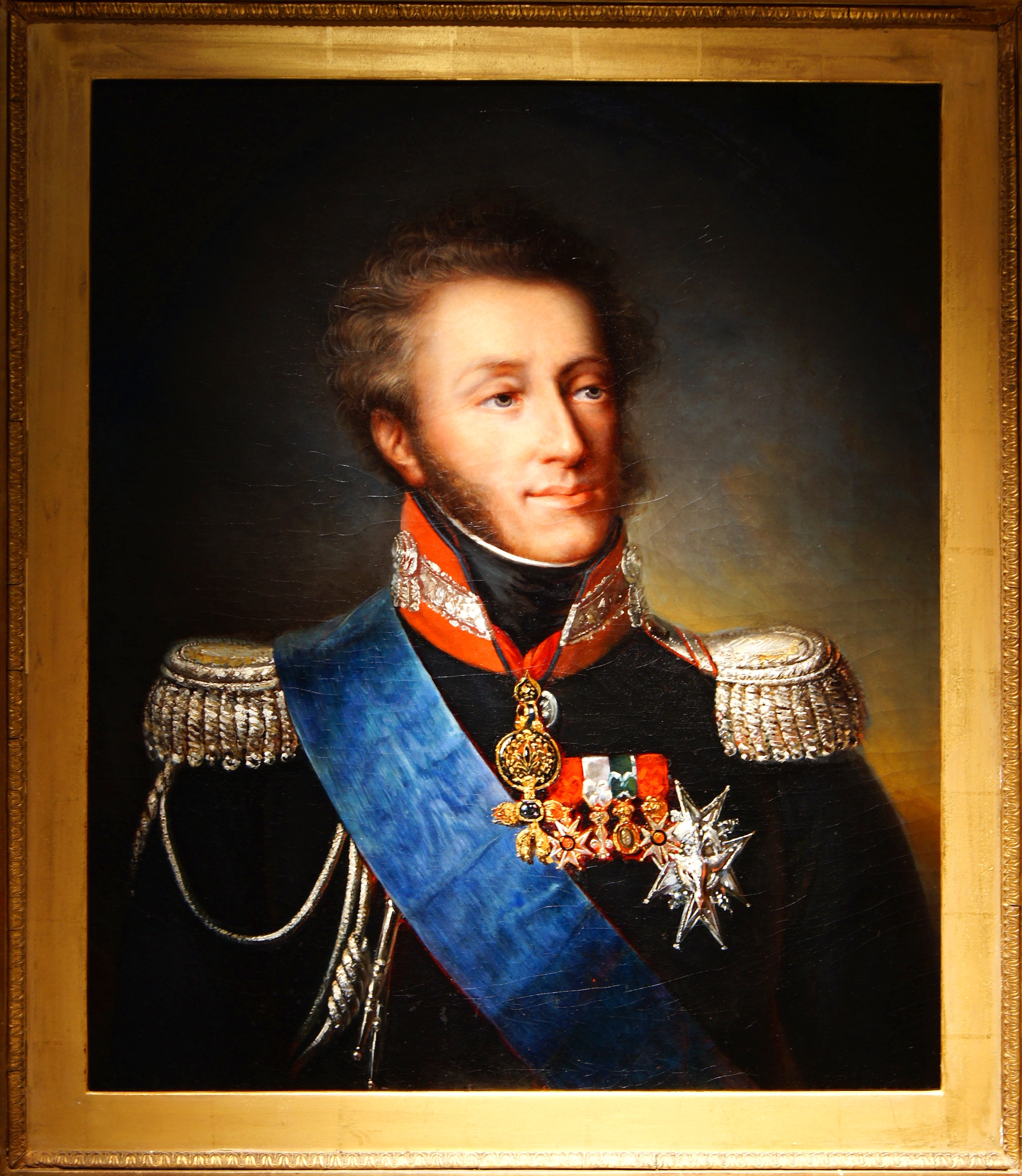
Louis Antoine, Công tước xứ Angoulême

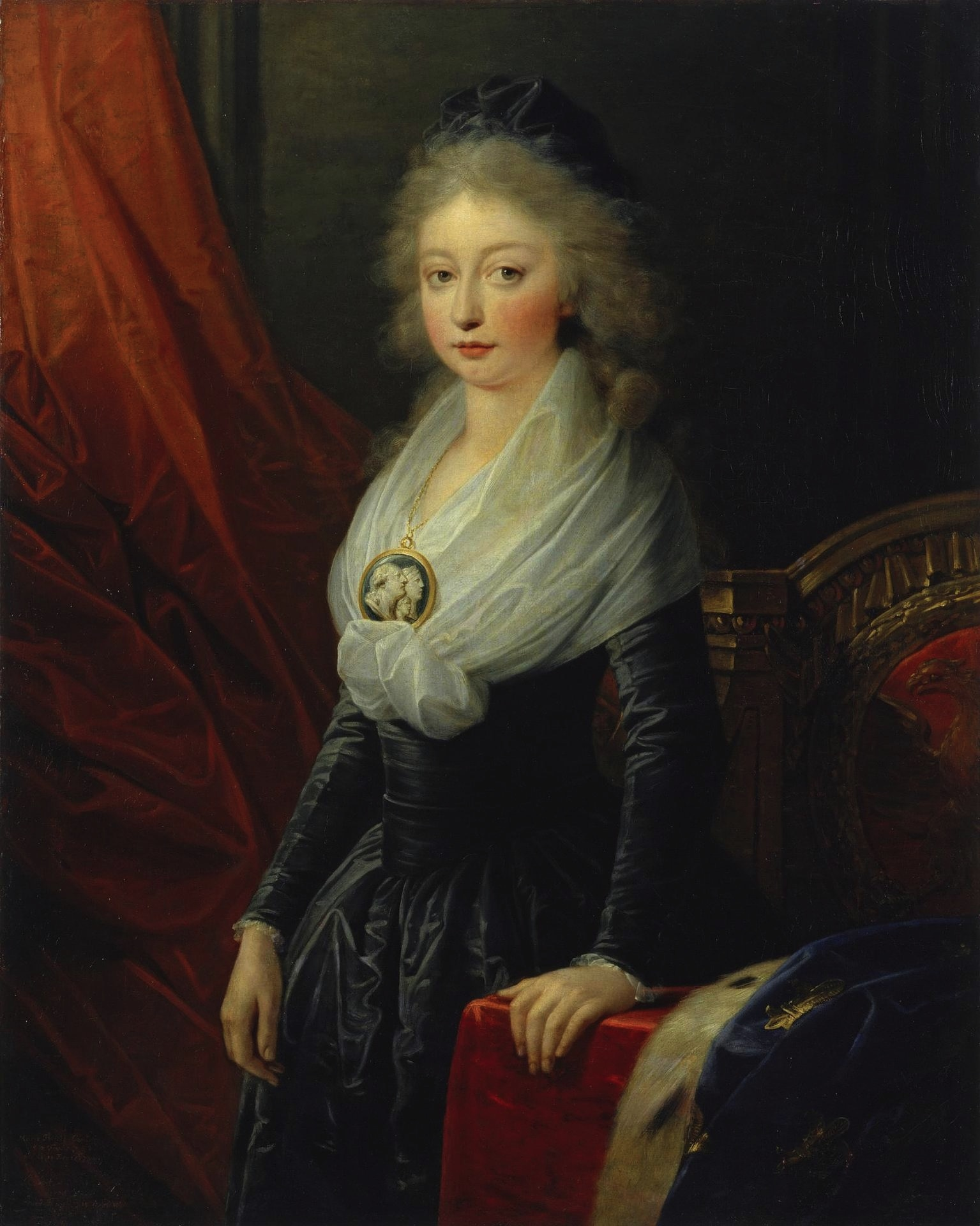
Marie-Thérèse ở Vienna vào năm 1796 ngay sau khi rời khỏi nước Cách mạng Pháp

Marie-Thérèse đến Viên vào buổi tối ngày 9 tháng 1 năm 1796, hai mươi hai ngày sau khi bà rời khỏi Nhà thờ. 
Sau đó bà rời Vienna và chuyển đến Mita, Courland (nay là Jelgava, Latvia), nơi người anh cả còn sống của cha bà, comte de Provence, sống với tư cách là khách của Sa hoàng Paul I của Nga. Ông đã tự xưng là Vua của Pháp với tên gọi Louis XVIII sau cái chết của em trai Marie-Thérèse. Không có con riêng, ông muốn cháu gái kết hôn với anh họ bà, Louis-Antoine, Công tước Angoulême, con trai của em trai mình, comte d'Artois. Marie-Thérèse đồng ý.
Louis-Antoine là một thanh niên nhút nhát, hay nói lắp. Cha của ông đã cố gắng thuyết phục Louis XVIII chống lại cuộc hôn nhân. Tuy nhiên, đám cưới diễn ra vào ngày 10 tháng 6 năm 1799 tại Cung điện Jelgava (Latvia ngày nay). Cặp vợ chồng không có con. 

## Ở Anh
Gia đình vương thất chuyển đến Vương quốc Anh, nơi họ định cư tại Hartwell House, Buckinghamshire, trong khi cha chồng bà dành phần lớn thời gian ở Edinburgh, nơi ông được cấp các căn hộ tại Holyrood House.
Những năm dài lưu vong kết thúc với sự thoái vị của Napoléon I vào năm 1814, và cuộc Khôi phục Bourbon đầu tiên, khi Louis XVIII bước lên ngai vàng của Pháp, 21 năm sau cái chết của anh trai Louis XVI.

## Khôi phục Bourbon
Louis XVIII của Pháp đã cố gắng hướng một đường lối trung gian giữa những người theo chủ nghĩa tự do và những người theo chủ nghĩa Bảo hoàng cực đoan do comte d'Artois lãnh đạo. Ông cũng cố gắng trấn áp nhiều người đàn ông tự nhận là em trai đã mất từ lâu của Marie-Thérèse, Louis XVII. Những người yêu sách đó đã khiến công chúa gặp rất nhiều đau khổ.
Marie-Thérèse nhận thấy sự trở lại của mình cạn kiệt cảm xúc và bà không tin tưởng vào nhiều người Pháp đã ủng hộ Cộng hòa hoặc Napoléon. Bà đến thăm nơi em trai cô đã chết và Nghĩa trang Madeleine, nơi cha mẹ bà được chôn cất. Hài cốt vương tộc được khai quật vào ngày 18 tháng 1 năm 1815 và được quấn lại tại Vương cung thánh đường Thánh Denis, nghĩa địa vương thất của Pháp, vào ngày 21 tháng 1 năm 1815, kỷ niệm 22 năm ngày Louis XVI bị hành quyết.
Vào tháng 3 năm 1815, Napoléon quay trở lại Pháp và nhanh chóng bắt đầu có được những người ủng hộ và phát triển một đội quân trong thời kỳ được gọi là Trăm ngày. Louis XVIII chạy trốn khỏi Pháp, nhưng Marie-Thérèse, lúc đó đang ở Bordeaux, đã cố gắng tập hợp quân địa phương. Quân đội đồng ý bảo vệ bà nhưng không gây ra một cuộc nội chiến với quân đội của Napoléon. Marie-Thérèse ở lại Bordeaux bất chấp lệnh của Napoléon bắt bà phải bị bắt khi quân đội của ông ta đến. Tin rằng lý do của mình đã bị thất bại, và để tránh cho Bordeaux bị hủy diệt vô nghĩa, cuối cùng bà đã đồng ý ra đi. Hành động của bà khiến Napoléon nhận xét rằng bà là "người đàn ông duy nhất trong gia đình." 
Sau khi Napoléon bị đánh bại tại Waterloo vào ngày 18 tháng 6 năm 1815, Vương tộc Bourbon được khôi phục lần thứ hai, và Louis XVIII trở về Pháp.

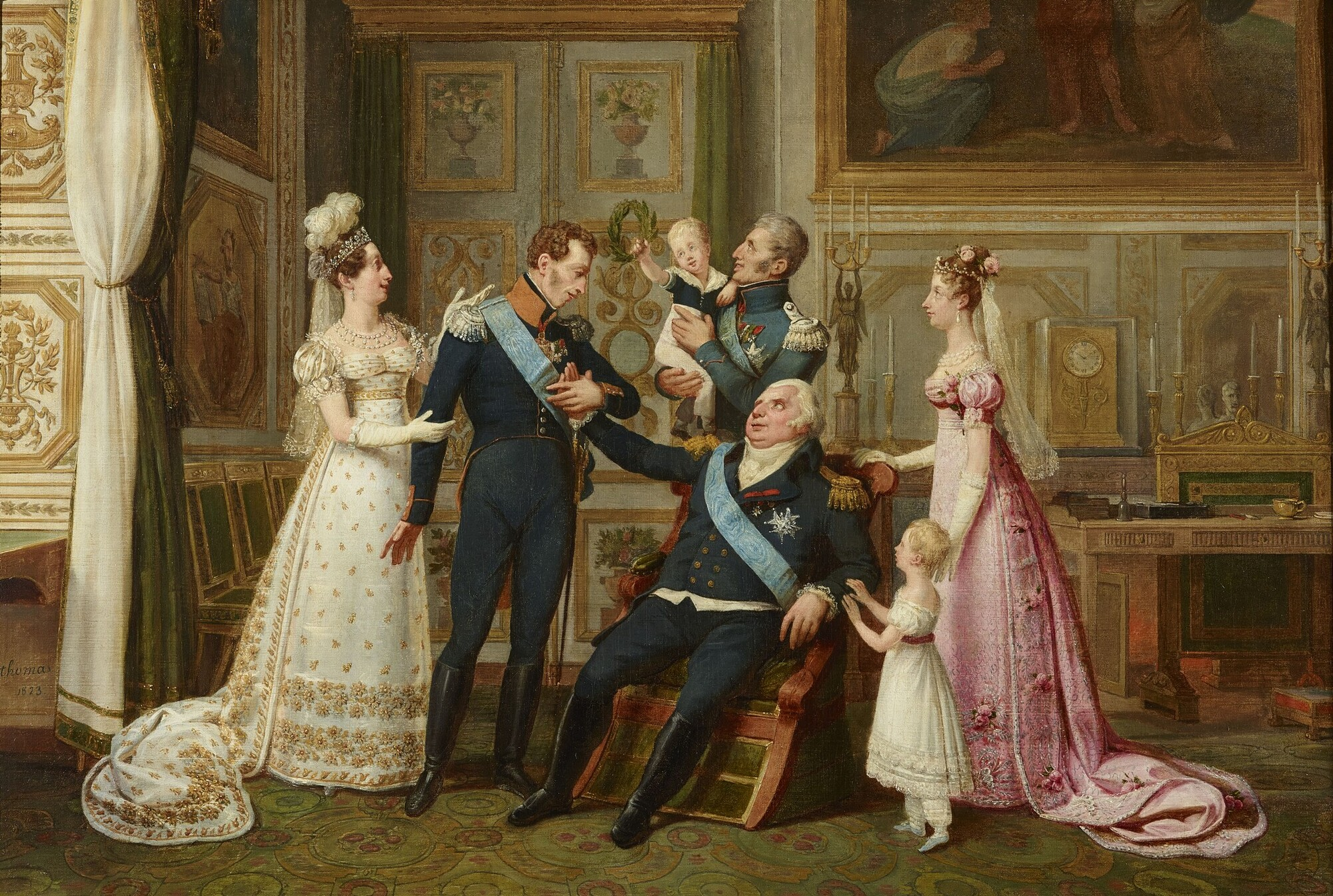
Gia tộc Bourbon năm 1823. Từ trái sang phải: Marie-Thérèse Charlotte, Madame Royale; Louis-Antoine, Công tước Angoulême; Hoàng thân Henri de Bourbon; Charles-Philippe, Bá tước Artois; Louis XVIII của Pháp; Công chúa Louise-Marie-Thérèse d'Artois; Marie-Caroline, Nữ công tước xứ Berry

Vào ngày 13 tháng 2 năm 1820, bi kịch xảy ra khi con trai nhỏ của comte d'Artois, công tước de Berry, bị ám sát bởi Pierre Louvel, một người có cảm tình với chủ nghĩa Bonaparti. Ngay sau đó, vương thất đã được reo hò khi biết rằng nữ công tước de Berry đang mang thai vào thời điểm chồng bà qua đời. Vào ngày 29 tháng 9 năm 1820, bà sinh một con trai, Henri, Công tước Bordeaux, người được gọi là "Đứa trẻ thần kỳ", người sau này, với tư cách là người giả danh Bourbon lên ngai vàng Pháp, đã lấy tước hiệu là comte de Chambord. 

## Madame la Dauphine
Louis XVIII qua đời vào ngày 16 tháng 9 năm 1824, và được kế vị bởi em trai của ông, comte d'Artois, là Charles X. Chồng của Marie-Thérèse hiện là người thừa kế ngai vàng, và bà được gọi là Madame la Dauphine. Tuy nhiên, cảm giác chống chế độ quân chủ lại gia tăng. Sự đồng cảm với chủ nghĩa bảo hoàng cực đoan của Charles đã khiến nhiều thành viên của tầng lớp lao động và trung lưu xa lánh.
Vào ngày 2 tháng 8 năm 1830, sau Les Trois Glorieuses, cuộc Cách mạng tháng 7 năm 1830 kéo dài ba ngày, Charles X, người cùng gia đình đã đến Château de Rambouillet, thoái vị để ủng hộ con trai mình, người lần lượt thoái vị để ủng hộ ông cháu trai, Công tước Bordeaux khi đó chín tuổi. Tuy nhiên, bất chấp thực tế là Charles X đã yêu cầu ông làm nhiếp chính cho vị vua trẻ, LouisPhilippe đã chấp nhận vương miện khi Chambre des Députés phong ông là Vua của Pháp. 
Vào ngày 4 tháng 8, trong một cuộc hôn nhân kéo dài, Marie-Thérèse rời Rambouillet để đến một cuộc lưu đày mới với chú của bà, chồng bà, đứa cháu nhỏ của bà và người mẹ, nữ công tước de Berry, và em gái Louise Marie Thérèse d'Artois. Vào ngày 16 tháng 8, gia đình đã đến cảng Cherbourg, nơi họ lên tàu đến Anh. Vua Louis-Philippe đã lo liệu việc thu xếp cho việc ra đi và đi thuyền của những người anh em họ của mình. 

## Cuộc lưu đày cuối cùng

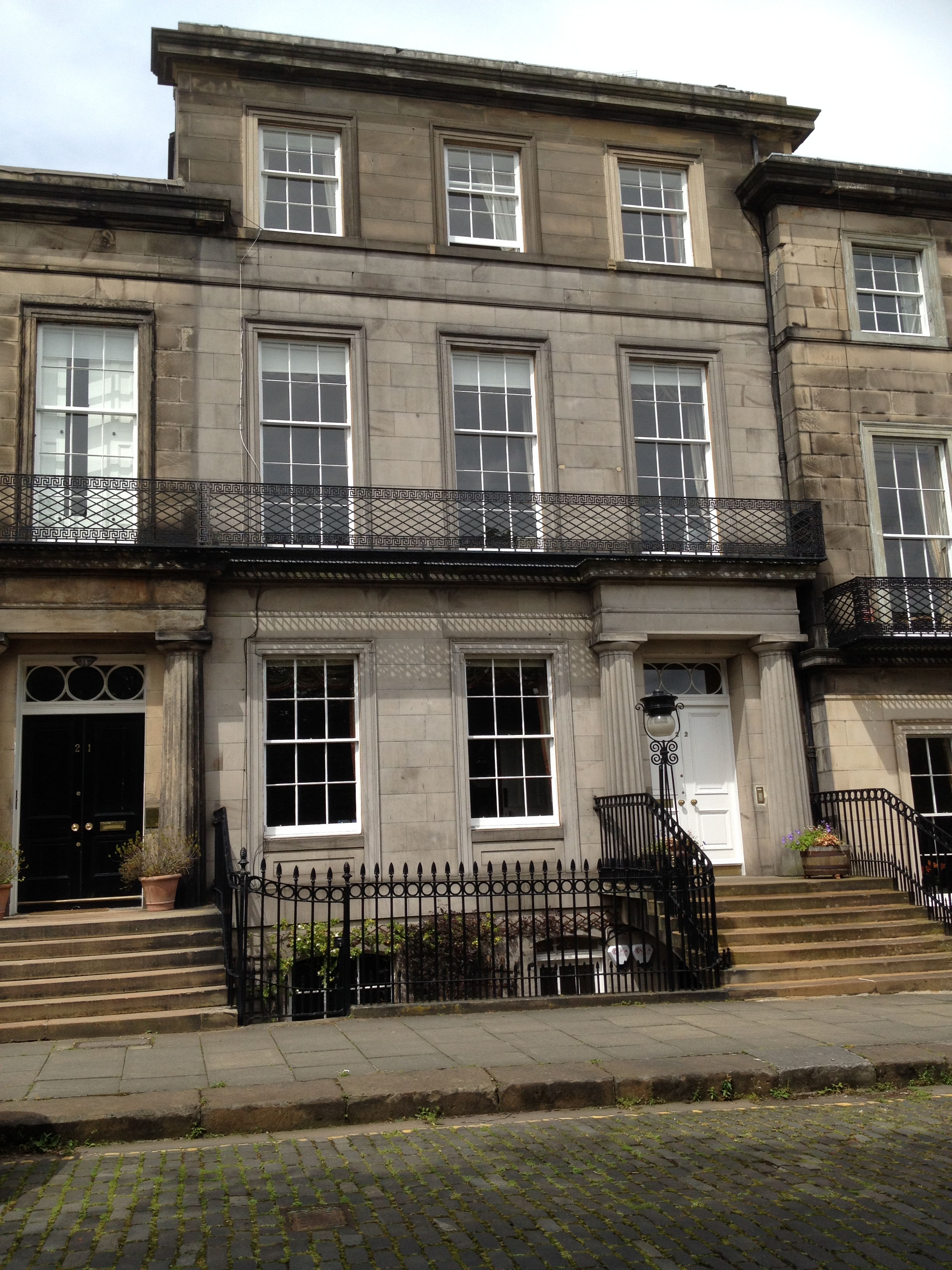
22 Regent Terrace, Edinburgh

Gia đình vương thất sống ở nơi hiện là 22 (sau đó là 21) Regent Terrace ở Edinburgh  cho đến năm 1833 khi cựu vương chọn chuyển đến Praha với tư cách là khách của em họ của Marie-Thérèse, Hoàng đế Franz I của Áo. Họ chuyển đến những căn hộ sang trọng ở Lâu đài Praha. Sau đó, gia đình hoàng gia rời Praha và chuyển đến điền trang của Bá tước Coronini gần Gorizia, khi đó thuộc Áo nhưng ngày nay thuộc Ý. Marie-Thérèse đã tận tình chăm sóc chú của mình qua trận ốm cuối cùng vào năm 1836, khi ông qua đời vì bệnh tả.
Chồng bà mất năm 1844 và được chôn cất bên cạnh cha. Marie-Thérèse sau đó chuyển đến Schloss Frohsdorf, một lâu đài theo phong cách baroque ngay bên ngoài Viên, nơi bà dành cả ngày để đi dạo, đọc sách, may vá và cầu nguyện. Cháu trai của bà, người bây giờ tự phong cho mình là comte de Chambord, và em gái của cậu đã sống cùng cùng bà ở đó. Năm 1848, triều đại của Louis Philippe kết thúc trong một cuộc cách mạng lần thứ hai, Pháp trở thành một nước Cộng hòa.

## Cuối đời
Marie-Thérèse chết vì bệnh viêm phổi vào ngày 19 tháng 10 năm 1851, ba ngày sau lễ kỷ niệm 58 năm ngày hành quyết mẹ mình. Bà được chôn cất bên cạnh chú/bố chồng, Charles X và chồng và, Louis XIX, trong hầm mộ của nhà thờ tu viện dòng Franciscan Castagnavizza ở Görz, sau đó ở Áo, nay là Kostanjevica ở thành phố Nova Gorica của Slovenia. Giống như người chú đã khuất của mình, Marie-Thérèse vẫn là một tín đồ Công giáo La Mã sùng đạo.
Sau đó, cháu trai của bà là Henri, vương phi của Chambord, người đàn ông cuối cùng của dòng dõi cao cấp của Hạ viện Bourbon; vợ ông, comtesse de Chambord (trước đây là Nữ công tước Marie-Thérèse của Áo-Este, con gái của Công tước Francesco IV của Modena và Maria Beatrice của Sardegna); và em gái duy nhất của ông, Louise, Nữ công tước xứ Parma, cũng được an nghỉ trong hầm mộ ở Görz. Công tước Blacas thời cổ đại nổi tiếng cũng được chôn cất ở đó để vinh danh những năm tháng phục vụ chu đáo của ông với tư cách là bộ trưởng của Louis XVIII và Charles X.
Marie-Thérèse được miêu tả trên bia mộ của bà là "Thái hậu của Pháp", ám chỉ đến thời kỳ cai trị 20 phút của chồng bà với tư cách là Vua Louis XIX của Pháp.

### Bí ẩn "Nữ bá tước Bóng tối"
Vào tháng 10 năm 2013, ngôi mộ của một phụ nữ ở Hildburghausen, Thuringia, Đức, đã được khai quật để lấy ADN xét nghiệm, nhằm xác định xem bà có phải là Marie-Thérèse hay không. Người phụ nữ, tên là Sophie Botta, sống trong một lâu đài trong khu vực từ năm 1807 cho đến khi bà qua đời năm 1837, và không bao giờ nói chuyện trước đám đông, hoặc được nhìn thấy bên ngoài mà không che mặt. Cùng đi với cô là Leonardus Cornelius van der Valck, một thư ký của đại sứ quán Hà Lan ở Paris từ tháng 7 năm 1798 đến tháng 4 năm 1799,  và họ cùng nhau được biết đến với cái tên Bá tước Bóng tối. Van der Valck gọi Botta là 'Quý ngài' và họ chỉ nói với nhau bằng tiếng Pháp. Một số nhà sử học Đức tin rằng người là Marie-Thérèse thật, đã đổi chỗ cho người chị nuôi, và có thể là em gái nuôi, Ernestine Lambriquet sau cuộc cách mạng. Có thể do bà quá chấn thương để tiếp tục vai trò trong xã hội, nhưng cũng có thể là do mang thai, sau khi bị những kẻ bắt giữ lạm dụng, được đề cập trong một bức thư từ một người bạn của gia đình, tại Tòa án Tây Ban Nha vào năm 1795. 
Kết quả xét nghiệm DNA cho thấy nữ bá tước bóng tối không phải là Marie-Thérèse, mà là một người phụ nữ khác mà danh tính vẫn còn là một bí ẩn. Vào ngày 28 tháng 7 năm 2014, chương trình 'Interestssenkreis Dunkelgräfin' đã phát sóng kết quả chứng minh rằng Dunkelgräfin không phải là Marie-Thérèse trên truyền hình. 

## Trong văn hóa đại chúng

### Phim
Marie-Thérèse đã được miêu tả trong một số bộ phim chuyển thể từ phim điện ảnh, chủ yếu là về cuộc đời của mẹ bà.
- Năm 1934, bà được đóng dưới tên Duchess d'Angoulême bởi Gladys Cooper trong The Iron Duke, đối diện với George Arliss trong vai Công tước của Wellington.
- Năm 1938, bà được Marilyn Knowlden đóng trong Marie-Antoinette, đối diện với Norma Shearer trong vai hoàng hậu.
- Năm 1975, trong bộ phim truyền hình Pháp Marie-Antoinette, Marie-Thérèse do Anne-Laura Meury thủ vai.
- Năm 1989, bà được đóng bởi Katherine Flynn trong The French Revolution. Mẹ trên màn ảnh của Katherine, Marie Antoinette, do mẹ ruột của bà, Jane Seymour thủ vai.
- Năm 2001, Daisy Bevan đóng vai Marie-Thérèse trong một thời gian ngắn trong bộ phim cổ trang The Affair of the Bracelet đối diện với mẹ bà là Joely Richardson trong vai Marie Antoinette.
- Năm 2006, Marie Antoinette, do Sofia Coppola đạo diễn, được phát hành. Marie-Thérèse do hai nữ diễn viên nhí khác nhau thủ vai. Lúc hai tuổi, bà được đóng bởi Lauriane Mascaro, và sáu tuổi, bà được đóng bởi Florrie Betts. Kirsten Dunst đóng vai chính mẹ bà, Maria Antonia của Áo.

### Sân khấu và văn học
Bà cũng đã được miêu tả như sau:
- Tất cả những ai đau khổ; một vở kịch của Bắc Ireland về bí ẩn của Louis XVII.
- Madame Royale, một cuốn tiểu thuyết của Elena Maria Vidal, dựa trên cuộc đời của Marie-Thérèse.
- The Dark Tower, một cuốn tiểu thuyết của Sharon Stewart, dựa trên Tạp chí Madame Royale, là tác phẩm của Marie-Thérèse. Cuốn tiểu thuyết sau đó đã được tái phát hành như một phần của loạt phim Beneath the Crown với tựa đề Công chúa trong tháp.
- The Lacemaker and the Princess (2007), một tiểu thuyết dành cho trẻ em của Kimberly Brubaker Bradley
- Faces of the Dead của Suzanne Weyn (2014) ISBN 978-0545425315

## Gia phả
| \| \| \| \| \| \| \| \| \| \| \| \| \| \| \| \| \| \| \| \| 16. Louis của Pháp \| \| \| \| \| \| \| \| \| \| \| \| \| \| \| \| \| \| \| \| \| \| \| \| \| \| \| \| \| \| \| \| \| \| \| \| \| \| \| \| \| \| \| \| \| \| \| \| \| \| \| \| \| \| 8. Louis XV của Pháp \| \| \| \| \| \| \| \| \| \| \| \| \| \| \| \| \| \| \| \| \| \| \| \| \| \| \| \| \| \| \| \| \| \| \| \| \| \| \| \| \| \| \| \| \| \| \| \| \| \| \| \| \| \| 17. Maria Adelaide của Savoia \| \| \| \| \| \| \| \| \| \| \| \| \| \| \| \| \| \| \| \| \| \| \| \| \| \| \| \| \| \| \| \| \| \| \| \| \| \| \| \| \| \| \| \| \| \| \| \| \| \| \| \| \| \| 4. Louis Ferdinand của Pháp \| \| \| \| \| \| \| \| \| \| \| \| \| \| \| \| \| \| \| \| \| \| \| \| \| \| \| \| \| \| \| \| \| \| \| \| \| \| \| \| \| \| \| \| \| \| \| \| \| \| \| \| \| \| 18. Stanisław I của Ba Lan \| \| \| \| \| \| \| \| \| \| \| \| \| \| \| \| \| \| \| \| \| \| \| \| \| \| \| \| \| \| \| \| \| \| \| \| \| \| \| \| \| \| \| \| \| \| \| \| \| \| \| \| \| \| 9. Maria của Ba Lan \| \| \| \| \| \| \| \| \| \| \| \| \| \| \| \| \| \| \| \| \| \| \| \| \| \| \| \| \| \| \| \| \| \| \| \| \| \| \| \| \| \| \| \| \| \| \| \| \| \| \| \| \| \| 19. Katarzyna Opalińska \| \| \| \| \| \| \| \| \| \| \| \| \| \| \| \| \| \| \| \| \| \| \| \| \| \| \| \| \| \| \| \| \| \| \| \| \| \| \| \| \| \| \| \| \| \| \| \| \| \| \| \| \| \| 2. Louis XVI của Pháp \| \| \| \| \| \| \| \| \| \| \| \| \| \| \| \| \| \| \| \| \| \| \| \| \| \| \| \| \| \| \| \| \| \| \| \| \| \| \| \| \| \| \| \| \| \| \| \| \| \| \| \| \| \| 20. August II của Ba Lan \| \| \| \| \| \| \| \| \| \| \| \| \| \| \| \| \| \| \| \| \| \| \| \| \| \| \| \| \| \| \| \| \| \| \| \| \| \| \| \| \| \| \| \| \| \| \| \| \| \| \| \| \| \| 10. August III của Ba Lan \| \| \| \| \| \| \| \| \| \| \| \| \| \| \| \| \| \| \| \| \| \| \| \| \| \| \| \| \| \| \| \| \| \| \| \| \| \| \| \| \| \| \| \| \| \| \| \| \| \| \| \| \| \| 21. Christiane Eberhardine xứ Brandenburg-Bayreuth \| \| \| \| \| \| \| \| \| \| \| \| \| \| \| \| \| \| \| \| \| \| \| \| \| \| \| \| \| \| \| \| \| \| \| \| \| \| \| \| \| \| \| \| \| \| \| \| \| \| \| \| \| \| 5. Maria Josepha của Ba Lan \| \| \| \| \| \| \| \| \| \| \| \| \| \| \| \| \| \| \| \| \| \| \| \| \| \| \| \| \| \| \| \| \| \| \| \| \| \| \| \| \| \| \| \| \| \| \| \| \| \| \| \| \| \| 22. Joseph I của Thánh chế La Mã \| \| \| \| \| \| \| \| \| \| \| \| \| \| \| \| \| \| \| \| \| \| \| \| \| \| \| \| \| \| \| \| \| \| \| \| \| \| \| \| \| \| \| \| \| \| \| \| \| \| \| \| \| \| 11. Maria Josepha Benedikta của Áo \| \| \| \| \| \| \| \| \| \| \| \| \| \| \| \| \| \| \| \| \| \| \| \| \| \| \| \| \| \| \| \| \| \| \| \| \| \| \| \| \| \| \| \| \| \| \| \| \| \| \| \| \| \| 23. Wilhelmine Amalie xứ Braunschweig-Lüneburg \| \| \| \| \| \| \| \| \| \| \| \| \| \| \| \| \| \| \| \| \| \| \| \| \| \| \| \| \| \| \| \| \| \| \| \| \| \| \| \| \| \| \| \| \| \| \| \| \| \| \| \| \| \| 1. Marie Thérèse Charlotte của Pháp \| \| \| \| \| \| \| \| \| \| \| \| \| \| \| \| \| \| \| \| \| \| \| \| \| \| \| \| \| \| \| \| \| \| \| \| \| \| \| \| \| \| \| \| \| \| \| \| \| \| \| \| \| \| 24. Leopold I của Thánh chế La Mã \| \| \| \| \| \| \| \| \| \| \| \| \| \| \| \| \| \| \| \| \| \| \| \| \| \| \| \| \| \| \| \| \| \| \| \| \| \| \| \| \| \| \| \| \| \| \| \| \| \| \| \| \| \| 12. Karl VI của Thánh chế La Mã \| \| \| \| \| \| \| \| \| \| \| \| \| \| \| \| \| \| \| \| \| \| \| \| \| \| \| \| \| \| \| \| \| \| \| \| \| \| \| \| \| \| \| \| \| \| \| \| \| \| \| \| \| \| 25. Eleonore Magdalene xứ Pfalz-Neuburg \| \| \| \| \| \| \| \| \| \| \| \| \| \| \| \| \| \| \| \| \| \| \| \| \| \| \| \| \| \| \| \| \| \| \| \| \| \| \| \| \| \| \| \| \| \| \| \| \| \| \| \| \| \| 6. Maria Theresia của Áo \| \| \| \| \| \| \| \| \| \| \| \| \| \| \| \| \| \| \| \| \| \| \| \| \| \| \| \| \| \| \| \| \| \| \| \| \| \| \| \| \| \| \| \| \| \| \| \| \| \| \| \| \| \| 26. Ludwig Rudolf I xứ Braunschweig-Wolfenbüttel \| \| \| \| \| \| \| \| \| \| \| \| \| \| \| \| \| \| \| \| \| \| \| \| \| \| \| \| \| \| \| \| \| \| \| \| \| \| \| \| \| \| \| \| \| \| \| \| \| \| \| \| \| \| 13. Elisabeth Christine xứ Braunschweig-Wolfenbüttel \| \| \| \| \| \| \| \| \| \| \| \| \| \| \| \| \| \| \| \| \| \| \| \| \| \| \| \| \| \| \| \| \| \| \| \| \| \| \| \| \| \| \| \| \| \| \| \| \| \| \| \| \| \| 27. Christine Luise xứ Oettingen-Oettingen \| \| \| \| \| \| \| \| \| \| \| \| \| \| \| \| \| \| \| \| \| \| \| \| \| \| \| \| \| \| \| \| \| \| \| \| \| \| \| \| \| \| \| \| \| \| \| \| \| \| \| \| \| \| 3. Maria Antonia của Áo \| \| \| \| \| \| \| \| \| \| \| \| \| \| \| \| \| \| \| \| \| \| \| \| \| \| \| \| \| \| \| \| \| \| \| \| \| \| \| \| \| \| \| \| \| \| \| \| \| \| \| \| \| \| 28. Charles V xứ Lorraine \| \| \| \| \| \| \| \| \| \| \| \| \| \| \| \| \| \| \| \| \| \| \| \| \| \| \| \| \| \| \| \| \| \| \| \| \| \| \| \| \| \| \| \| \| \| \| \| \| \| \| \| \| \| 14. Leopold I xứ Lorraine \| \| \| \| \| \| \| \| \| \| \| \| \| \| \| \| \| \| \| \| \| \| \| \| \| \| \| \| \| \| \| \| \| \| \| \| \| \| \| \| \| \| \| \| \| \| \| \| \| \| \| \| \| \| 29. Eleonore Maria của Áo \| \| \| \| \| \| \| \| \| \| \| \| \| \| \| \| \| \| \| \| \| \| \| \| \| \| \| \| \| \| \| \| \| \| \| \| \| \| \| \| \| \| \| \| \| \| \| \| \| \| \| \| \| \| 7. Franz I của Thánh chế La Mã \| \| \| \| \| \| \| \| \| \| \| \| \| \| \| \| \| \| \| \| \| \| \| \| \| \| \| \| \| \| \| \| \| \| \| \| \| \| \| \| \| \| \| \| \| \| \| \| \| \| \| \| \| \| 30. Philippe I xứ Orléans \| \| \| \| \| \| \| \| \| \| \| \| \| \| \| \| \| \| \| \| \| \| \| \| \| \| \| \| \| \| \| \| \| \| \| \| \| \| \| \| \| \| \| \| \| \| \| \| \| \| \| \| \| \| 15. Élisabeth Charlotte của Orléans \| \| \| \| \| \| \| \| \| \| \| \| \| \| \| \| \| \| \| \| \| \| \| \| \| \| \| \| \| \| \| \| \| \| \| \| \| \| \| \| \| \| \| \| \| \| \| \| \| \| \| \| \| \| 31. Liselotte xứ Pfalz \| \| \| \| \| \| \| \| \| \| \| \| \| \| \| \| \| \| \| \| \| \| \| \| \| \| \| \| \| \| \| \| \| \| \| \| \| \| \| \| \| \| \| \| \| \| \| \| \| \| \| \| |                                                      |  |  |  |  |  |  |  |  |  |  |  |  |  |  |  |
| |                                                      |  |  |  |  |  |  |  |  |  |  |  |  |  |  |  |
| | 16. Louis của Pháp                                   |  |  |  |  |  |  |  |  |  |  |  |  |  |  |  |
| |                                                      |  |  |  |  |  |  |  |  |  |  |  |  |  |  |  |
| |                                                      |  |  |  |  |  |  |  |  |  |  |  |  |  |  |  |
| | 8. Louis XV của Pháp                                 |  |  |  |  |  |  |  |  |  |  |  |  |  |  |  |
| |                                                      |  |  |  |  |  |  |  |  |  |  |  |  |  |  |  |
| |                                                      |  |  |  |  |  |  |  |  |  |  |  |  |  |  |  |
| | 17. Maria Adelaide của Savoia                        |  |  |  |  |  |  |  |  |  |  |  |  |  |  |  |
| |                                                      |  |  |  |  |  |  |  |  |  |  |  |  |  |  |  |
| |                                                      |  |  |  |  |  |  |  |  |  |  |  |  |  |  |  |
| | 4. Louis Ferdinand của Pháp                          |  |  |  |  |  |  |  |  |  |  |  |  |  |  |  |
| |                                                      |  |  |  |  |  |  |  |  |  |  |  |  |  |  |  |
| |                                                      |  |  |  |  |  |  |  |  |  |  |  |  |  |  |  |
| | 18. Stanisław I của Ba Lan                           |  |  |  |  |  |  |  |  |  |  |  |  |  |  |  |
| |                                                      |  |  |  |  |  |  |  |  |  |  |  |  |  |  |  |
| |                                                      |  |  |  |  |  |  |  |  |  |  |  |  |  |  |  |
| | 9. Maria của Ba Lan                                  |  |  |  |  |  |  |  |  |  |  |  |  |  |  |  |
| |                                                      |  |  |  |  |  |  |  |  |  |  |  |  |  |  |  |
| |                                                      |  |  |  |  |  |  |  |  |  |  |  |  |  |  |  |
| | 19. Katarzyna Opalińska                              |  |  |  |  |  |  |  |  |  |  |  |  |  |  |  |
| |                                                      |  |  |  |  |  |  |  |  |  |  |  |  |  |  |  |
| |                                                      |  |  |  |  |  |  |  |  |  |  |  |  |  |  |  |
| | 2. Louis XVI của Pháp                                |  |  |  |  |  |  |  |  |  |  |  |  |  |  |  |
| |                                                      |  |  |  |  |  |  |  |  |  |  |  |  |  |  |  |
| |                                                      |  |  |  |  |  |  |  |  |  |  |  |  |  |  |  |
| | 20. August II của Ba Lan                             |  |  |  |  |  |  |  |  |  |  |  |  |  |  |  |
| |                                                      |  |  |  |  |  |  |  |  |  |  |  |  |  |  |  |
| |                                                      |  |  |  |  |  |  |  |  |  |  |  |  |  |  |  |
| | 10. August III của Ba Lan                            |  |  |  |  |  |  |  |  |  |  |  |  |  |  |  |
| |                                                      |  |  |  |  |  |  |  |  |  |  |  |  |  |  |  |
| |                                                      |  |  |  |  |  |  |  |  |  |  |  |  |  |  |  |
| | 21. Christiane Eberhardine xứ Brandenburg-Bayreuth   |  |  |  |  |  |  |  |  |  |  |  |  |  |  |  |
| |                                                      |  |  |  |  |  |  |  |  |  |  |  |  |  |  |  |
| |                                                      |  |  |  |  |  |  |  |  |  |  |  |  |  |  |  |
| | 5. Maria Josepha của Ba Lan                          |  |  |  |  |  |  |  |  |  |  |  |  |  |  |  |
| |                                                      |  |  |  |  |  |  |  |  |  |  |  |  |  |  |  |
| |                                                      |  |  |  |  |  |  |  |  |  |  |  |  |  |  |  |
| | 22. Joseph I của Thánh chế La Mã                     |  |  |  |  |  |  |  |  |  |  |  |  |  |  |  |
| |                                                      |  |  |  |  |  |  |  |  |  |  |  |  |  |  |  |
| |                                                      |  |  |  |  |  |  |  |  |  |  |  |  |  |  |  |
| | 11. Maria Josepha Benedikta của Áo                   |  |  |  |  |  |  |  |  |  |  |  |  |  |  |  |
| |                                                      |  |  |  |  |  |  |  |  |  |  |  |  |  |  |  |
| |                                                      |  |  |  |  |  |  |  |  |  |  |  |  |  |  |  |
| | 23. Wilhelmine Amalie xứ Braunschweig-Lüneburg       |  |  |  |  |  |  |  |  |  |  |  |  |  |  |  |
| |                                                      |  |  |  |  |  |  |  |  |  |  |  |  |  |  |  |
| |                                                      |  |  |  |  |  |  |  |  |  |  |  |  |  |  |  |
| | 1. Marie Thérèse Charlotte của Pháp                  |  |  |  |  |  |  |  |  |  |  |  |  |  |  |  |
| |                                                      |  |  |  |  |  |  |  |  |  |  |  |  |  |  |  |
| |                                                      |  |  |  |  |  |  |  |  |  |  |  |  |  |  |  |
| | 24. Leopold I của Thánh chế La Mã                    |  |  |  |  |  |  |  |  |  |  |  |  |  |  |  |
| |                                                      |  |  |  |  |  |  |  |  |  |  |  |  |  |  |  |
| |                                                      |  |  |  |  |  |  |  |  |  |  |  |  |  |  |  |
| | 12. Karl VI của Thánh chế La Mã                      |  |  |  |  |  |  |  |  |  |  |  |  |  |  |  |
| |                                                      |  |  |  |  |  |  |  |  |  |  |  |  |  |  |  |
| |                                                      |  |  |  |  |  |  |  |  |  |  |  |  |  |  |  |
| | 25. Eleonore Magdalene xứ Pfalz-Neuburg              |  |  |  |  |  |  |  |  |  |  |  |  |  |  |  |
| |                                                      |  |  |  |  |  |  |  |  |  |  |  |  |  |  |  |
| |                                                      |  |  |  |  |  |  |  |  |  |  |  |  |  |  |  |
| | 6. Maria Theresia của Áo                             |  |  |  |  |  |  |  |  |  |  |  |  |  |  |  |
| |                                                      |  |  |  |  |  |  |  |  |  |  |  |  |  |  |  |
| |                                                      |  |  |  |  |  |  |  |  |  |  |  |  |  |  |  |
| | 26. Ludwig Rudolf I xứ Braunschweig-Wolfenbüttel     |  |  |  |  |  |  |  |  |  |  |  |  |  |  |  |
| |                                                      |  |  |  |  |  |  |  |  |  |  |  |  |  |  |  |
| |                                                      |  |  |  |  |  |  |  |  |  |  |  |  |  |  |  |
| | 13. Elisabeth Christine xứ Braunschweig-Wolfenbüttel |  |  |  |  |  |  |  |  |  |  |  |  |  |  |  |
| |                                                      |  |  |  |  |  |  |  |  |  |  |  |  |  |  |  |
| |                                                      |  |  |  |  |  |  |  |  |  |  |  |  |  |  |  |
| | 27. Christine Luise xứ Oettingen-Oettingen           |  |  |  |  |  |  |  |  |  |  |  |  |  |  |  |
| |                                                      |  |  |  |  |  |  |  |  |  |  |  |  |  |  |  |
| |                                                      |  |  |  |  |  |  |  |  |  |  |  |  |  |  |  |
| | 3. Maria Antonia của Áo                              |  |  |  |  |  |  |  |  |  |  |  |  |  |  |  |
| |                                                      |  |  |  |  |  |  |  |  |  |  |  |  |  |  |  |
| |                                                      |  |  |  |  |  |  |  |  |  |  |  |  |  |  |  |
| | 28. Charles V xứ Lorraine                            |  |  |  |  |  |  |  |  |  |  |  |  |  |  |  |
| |                                                      |  |  |  |  |  |  |  |  |  |  |  |  |  |  |  |
| |                                                      |  |  |  |  |  |  |  |  |  |  |  |  |  |  |  |
| | 14. Leopold I xứ Lorraine                            |  |  |  |  |  |  |  |  |  |  |  |  |  |  |  |
| |                                                      |  |  |  |  |  |  |  |  |  |  |  |  |  |  |  |
| |                                                      |  |  |  |  |  |  |  |  |  |  |  |  |  |  |  |
| | 29. Eleonore Maria của Áo                            |  |  |  |  |  |  |  |  |  |  |  |  |  |  |  |
| |                                                      |  |  |  |  |  |  |  |  |  |  |  |  |  |  |  |
| |                                                      |  |  |  |  |  |  |  |  |  |  |  |  |  |  |  |
| | 7. Franz I của Thánh chế La Mã                       |  |  |  |  |  |  |  |  |  |  |  |  |  |  |  |
| |                                                      |  |  |  |  |  |  |  |  |  |  |  |  |  |  |  |
| |                                                      |  |  |  |  |  |  |  |  |  |  |  |  |  |  |  |
| | 30. Philippe I xứ Orléans                            |  |  |  |  |  |  |  |  |  |  |  |  |  |  |  |
| |                                                      |  |  |  |  |  |  |  |  |  |  |  |  |  |  |  |
| |                                                      |  |  |  |  |  |  |  |  |  |  |  |  |  |  |  |
| | 15. Élisabeth Charlotte của Orléans                  |  |  |  |  |  |  |  |  |  |  |  |  |  |  |  |
| |                                                      |  |  |  |  |  |  |  |  |  |  |  |  |  |  |  |
| |                                                      |  |  |  |  |  |  |  |  |  |  |  |  |  |  |  |
| | 31. Liselotte xứ Pfalz                               |  |  |  |  |  |  |  |  |  |  |  |  |  |  |  |
| |                                                      |  |  |  |  |  |  |  |  |  |  |  |  |  |  |  |
| |                                                      |  |  |  |  |  |  |  |  |  |  |  |  |  |  |  |